# Brunswick Antal
Alsókorompai gróf Brunswick Antal (Pest, 1746. május 13. – 1793. november 5.), császári és királyi belső titkos, és a Helytartó-tanácsnál valóságos tanácsos, Bars vármegye főispánja, gazdálkodó, író, földbirtokos.

## Élete

A gróf korompai Brunszvik család címere

A magyar főnemesi korompai Brunszvik családban született. Apja idősebb gróf korompai Brunszvik Antal (1718–1794), kancelláriai tanácsos, a Szent István Rend lovagja, aranysarkantyús vitéz, Esztergom vármegye főispáni adminisztrátora, földbirtokos, akit Mária Terézia, 1775. október 7-én kelt oklevéllel grófi rangra emelt. Anyja Adelffy Mária, akinek a szülei Adelffy János, udvari kancelláriai tanácsos, aki 1714. augusztus 5-én magyar nemességet és családi címer adományozásban részesült III. Károly magyar királytól, valamint Koller Erzsébet voltak. Ifjabb Brunszvik Antalnak a fivére alsókorompai gróf Brunswick József (1750–1827) főispán, országbíró.
A bécsi Theresianum és a nagyszombati egyetem elvégzése után a kamara szolgálatába lépett. 1774-ben elvette a pozsonyi vár egyik udvarhölgyét, a szép és okos, de szegény Seeberg Anna bárónőt. Az 1780-as években királyi biztosként közreműködött a kolostorok feloszlatásában. Részt vett II. József közigazgatási reformjának bevezetésében. 1790-től Bars vármegye főispánja és a Helytartótanács pedagógiai referense.

## Házassága és gyermekei
Brunswick Antal 1774-ben feleségül vette báró Seeberg Anna (1752 – 1830. május 5.) kisasszonyt, akinek az apja Wankel Márton nagyszebeni kereskedő, akinek családját 1784-ben Seeberg néven bárósították. Brunswick Antal gróf és Seeberg Anna bárónő frigyéből született:
- gróf Brunszvik Teréz Jozefa Anna Johanna Alojzia (Pozsony, 1775. július 27. – Duka, 1861. szeptember 23.), az első magyarországi óvodák megalapítója.[4]
- gróf Brunszvik Ferenc (Pozsony, 1777. szeptember 24. – Bécs, 1849. október 24.), földbirtokos.[5] Felesége: neczpáli Justh Szidónia (1800–Bécs, 1866. december 14.),  csillagkeresztes hölgy.
- gróf Brunszvik Jozefin (Mária Jozefa Nepomucena Alojzia) (Pozsony, 1779. március 28. – Bécs, 1821. március 30.)[6] 1.f.: gróf Jan Deym (Wognitz, 1752. április 4. – Prága, 1804. január 22.). 2.f.: (Reval, 1777. december 14. – Reval, 1841. november 7.)
- gróf Brunszvik Karolina Alojzia Nepomucena (Pozsony, 1780. október 26. – 1843. január 12.). Férje: gróf széki Teleki Imre (Kővárhosszúfalu, 1782. június 27. – Kővárhosszúfalu, 1848. december 29.), földbirtokos. Teleki Imre gróf és Brunszvik Karolina lánya: gróf Teleki Blanka (1806–1862) a magyar nőnevelés egyik úttörője, a nők művelődési egyenjogúságának híve.

## Munkái
- Divus Ivo, oratione panegyrica celebratus. Tyrnaviae, 1760.
- Materia tentaminis publici quod ex anni hujus scholastici praelectionibus in collegio regio Theresiano subibit. Viennae, 1763.